# Cameroun méridional
Cet article possède un paronyme, voir Cameroun (homonymie).
20 juillet 1922 – 1er octobre 1961
(39 ans, 2 mois et 11 jours)
Entités précédentes :
- Kamerun

Entités suivantes :
- Cameroun (Cameroun occidental)

Le Cameroun méridional ou Cameroun du Sud (en anglais : Southern Cameroons) était la partie sud du Cameroun britannique, un territoire sous mandat de la Société des Nations administré par le Royaume-Uni. Aujourd'hui, il couvre deux régions du Cameroun : le Nord-Ouest et le Sud-Ouest.

## Administration territoriale
Le Cameroun méridional est divisé en quatre unités administratives, chacune dirigée par un district officer. Il s'agit de Victoria, Kumba, Mamfe et Bamenda. Les districts officers sont assistés dans les plus petites unités administratives par des assistant district officers.

## Histoire
Le Kamerun (dont le territoire correspond à l’actuel Cameroun et à la frange Est du Nigeria) est colonisé par l'Allemagne sous le régime du protectorat durant la « course à l'Afrique » entre puissances européennes à la fin du XIXe siècle. Pendant la Première Guerre mondiale, le protectorat est occupé par les troupes britanniques, françaises et belges. À l'issue du traité de Versailles, le protectorat est divisé en un territoire sous mandat français et un autre sous mandat britannique.

### Période du mandat (1922-1946)
Conformément à l'indirect rule, des chefs suprêmes (paramount chiefs) à Buéa et Victoria, et des fons à Bali, Bafut, Kom, Bum, Nso et Bangwa reçoivent des autorités britanniques les moyens d'exercer leur autorité. Ils disposent d'un tribunal traditionnel et d'un trésor, avec des fonctions administratives et fiscales. Ils sont responsables de la santé et de l'éducation de leurs populations, de l'application de la loi, de la prévention du crime et de la promotion du développement de leur localité.
Le 26 juin 1923, le Cameroun méridional est baptisé province du Cameroons et administré depuis Lagos, capitale du Nigeria britannique. Les Anglais étant accusés de négliger le Cameroun méridional, les habitants de ce territoire créent, le 27 mars 1940, leur tout premier mouvement de pression, la Cameroons Youth League (CYL). La CYL est essentiellement composée d'étudiants du Cameroun méridional qui étudient dans diverses institutions au Nigeria. Son objectif est d'obtenir des autorités coloniales des réparations pour les préjudices économiques, éducatifs, politiques et sociaux subis par le territoire. En 1946, à la suite de la promulgation de la constitution Richards du Nigeria, les provinces sud du Nigeria sont divisées en deux régions (occidentale et orientale) et la province de Cameroons continue d'être administrée depuis Enugu, capitale de la région orientale.

### Période de la tutelle (1946-1961)
En 1948, à son retour au Cameroun méridional après des études de médecine à Lagos, Emmanuel Mbela Lifafe Endeley est secrétaire du Cameroons Development Corporation Workers Union (CDCWU), syndicat des travailleurs de la Cameroons Development Corporation (CDC). Il crée ensuite le premier parti politique du Cameroun méridional, la Cameroons National Federation (CNF), qui appelle à l'autonomisation du Cameroun méridional au sein du Nigeria et à la réunification des deux Cameroun. 
Cependant, des divergences apparaissent entre les dirigeants du parti sur la question de la réunification. Certains d'entre eux, estiment que la démarche du parti pour réclamer la réunification n'est pas assez vigoureuse et veulent accélérer le processus. Ils quittent le CNF et créer leur propre parti, le Kamerun United National Congress (KUNC). Le nouveau parti ainsi créé a un programme très clair : « Nous voulons que le Cameroun britannique et le Cameroun français se réunissent comme sous le règne de l'Allemagne. D'où l'adoption de l'orthographe allemande Kamerun », peut-on lire dans leur manifeste. L'Union des populations du Cameroun (UPC) renforce cette revendication en s'implantant au Cameroun méridional. En 1949, le Cameroun méridional est divisé en deux provinces : Bamenda et Cameroons. Elles sont administrées par des résidents sous l'autorité du lieutenant-gouverneur du Nigeria.
En 1953, à la suite d'une réconciliation entre Emmanuel Mbela Lifafe Endeley et les anciens membres du CNF, un nouveau parti voit le jour, le Kamerun National Congress (KNC), issu de la fusion entre le CNF et le KUNC.
À la suite de la promulgation des constitutions MacPherson en 1950 et Lyttleton en 1954, le Cameroun méridional devient le 26 octobre 1954 une quasi-région au sein du Nigeria. Emmanuel Mbela Lifafe Endeley devient le chef des affaires gouvernementales, sous l'autorité du commissaire britannique Edward John Gibbons. En 1957, à la suite de changements constitutionnels, le territoire devient la 4e région du Nigeria, avec Emmanuel Mbela Lifafe Endeley désormais Premier ministre. Le corps législatif du Cameroun méridional se compose de deux chambres : une chambre d'assemblée et une chambre des chefs.
Le 24 janvier 1959, John Ngu Foncha remporte les élections au poste de Premier ministre. Il appelle à l'indépendance du Cameroun méridional et à son rattachement avec le Cameroun français. Pour s'opposer à John Ngu Foncha, les Britanniques rallient l'opposition, menée par Emmanuel Mbela Lifafe Endeley pour contester la « courte » victoire de John Ngu Foncha. L'opposition porte son combat devant les Nations unies et, avec le soutien britannique, l'idée d'un réferendum comme moyen de déterminer l'avenir du Cameroun méridional voit le jour. 
En 1961, 70,5 % des électeurs du Cameroun méridional optent par référendum pour son rattachement à la république du Cameroun (ancien Cameroun français) nouvellement indépendante, pour former une république fédérale qui est créée le 1er octobre 1961 (le Cameroun méridional devient alors le « Cameroun occidental » par opposition à la république du Cameroun qui devient le « Cameroun oriental »).

## Dirigeants

### Coloniaux
- James Stewart Smith

- Edward John Gibbons

- 1956-1961 : John Osbaldiston Field

### Premiers ministres
- 1954-1959 : Emmanuel Mbela Lifafe Endeley
- 1959-1961 : John Ngu Foncha

## Éducation

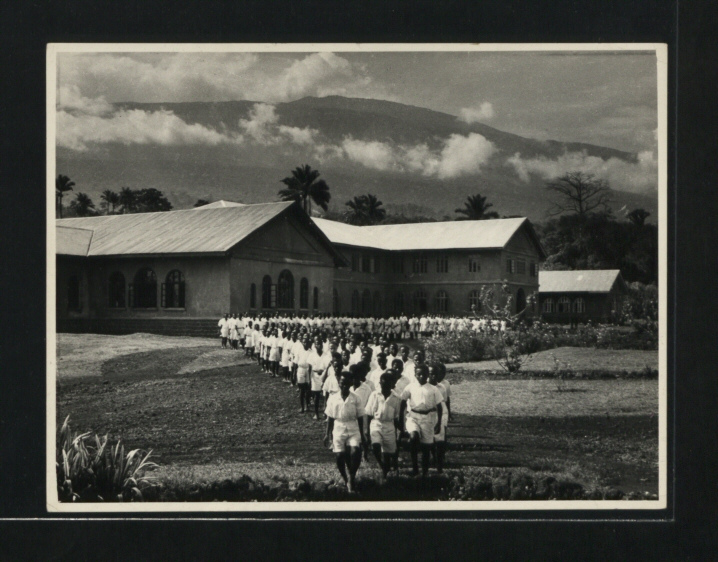
Des étudiants du St. Joseph's College à Sasse se rendant à l'église.

Trois missions jouent un rôle clé dans l'éducation au Cameroun méridional : la Mission catholique de Mill Hill, successeur des Frères allemands du Palatinat, la Mission presbytérienne de Bâle et la Mission baptiste d'Amérique du Nord. La mission catholique est la première à créer des écoles « anglaises », en 1922 dans ce qui est aujourd'hui la région du Sud-Ouest du Cameroun et en 1924 dans ce qui est aujourd'hui la région du Nord-Ouest du Cameroun. Les baptistes, grâce à leur église autochtone, sont présents dès 1924 dans les Grassfields et en 1927 dans la région de la forêt. Les presbytériens, en raison de leur activité passée dans le cadre de la colonisation allemande, mettent plus de temps à obtenir l'autorisation de se réinstaller. Ils s'appuient de plus en plus sur le développement des écoles vernaculaires. D'où leur retard dans la construction d'écoles « anglaises » : 1929 dans ce qui est aujourd'hui la région camerounaise du Sud-Ouest, 1937 dans ce qui est aujourd'hui la région camerounaise du Nord-Ouest. 
En 1938, il y avait 203 écoles vernaculaires (une pour cinq villages), 50 écoles anglaises, dont 7 seulement avaient deux classes élémentaires supérieures. Sur 1 000 élèves scolarisés, seuls 3 sont dans les deux classes élémentaires supérieures. La même année, 66 élèves obtiennent le First School Leaving Certificate. La première école secondaire ouvre ses portes à Sasse en 1938. En 1948, le nombre de Camerounais étudiant au Nigeria est égal au nombre d'élèves inscrits à Sasse. La deuxième école secondaire ouvre ses portes à Bali en 1949. Avec l'ouverture du collège technique d'Ombe en 1952, la région accède à l'enseignement professionnel. La même année, un frais de scolarité (school fees) est instauré dans le pays ejagham et la région de Bamenda. 
En 1954, lors de l'autonomisation du Cameroun méridional, le système d'enseignement primaire atteint sa maturité et l'enseignement secondaire, général et technique commence à émerger, avec quelques classes en activité. Le Cameroun méridional ne dispose toujours pas d'un enseignement post-primaire adéquat, les élèves étant invités à se rendre au Nigeria.
Il existe une distorsion des taux de scolarisation entre les différentes zones. L'actuelle région du Nord-Ouest comptait 6 écoles, contre 12 dans l'actuel Sud-Ouest en 1927. Ce n'est qu'en 1947 qu'un équilibre s'établit. Des départements marginaux comme le Ndian, la Donga, le Mantung et le Momo n'ont toujours pas d'école en 1927. Même à l'indépendance en 1961, deux cantons sur 78 n'ont pas d'école, tous deux dans l'arrondissement d'Akwaya, au nord de la Manyu. 